# Conescharellina biarmata
Conescharellina biarmata är en mossdjursart som först beskrevs av Maplestone 1909.  Conescharellina biarmata ingår i släktet Conescharellina och familjen Biporidae. Inga underarter finns listade i Catalogue of Life.